# Wetherby (film)
Wetherby är en brittisk dramafilm från 1985 i regi av David Hare.

## Utmärkelser
Filmen vann Guldbjörnen för bästa film 1985.

## Roller (urval)
- Vanessa Redgrave – Jean Travers
- Ian Holm – Stanley Pilborough
- Judi Dench – Marcia Pilborough
- Tim McInnerny – John Morgan
- Stuart Wilson – Mike Langdon
- Suzanna Hamilton – Karen Creasy
- Tom Wilkinson – Roger Braithwaite
- Marjorie Yates – Verity Braithwaite
- Joely Richardson – unga Jean
- Katy Behean – unga Marcia
- Robert Hines – Jim Mortimer